# Преступление страсти
«Преступление страсти» (англ. Crime of Passion) — фильм нуар режиссёра Герда Освальда, вышедший на экраны в 1957 году.
Фильм поставлен по сценарию Джо Эйсингера и рассказывает об успешной журналистке (Барбара Стэнвик), которая влюбляется в полицейского детектива (Стерлинг Хэйден). Бросив карьеру, она пытается вжиться в роль домохозяйки из городского пригорода. Однако тихая непритязательная жизнь не устраивает её, и она решает продвинуть своего мужа по служебной лестнице, заводя роман с его начальником (Рэймонд Бёрр).
В этом фильме свои последние роли в фильмах нуар сыграли звёзды жанра Барбара Стэнвик, Стерлинг Хэйден и Рэймонд Бёрр.

## Сюжет
Кэти Фергюсон (Барбара Стэнвик) ведёт популярную женскую колонку в одной из газет Сан-Франциско. Однажды в город пребывают детективы из Лос-Анджелеса, капитан Чарли Алидос (Ройал Дано) и лейтенант Билл Дойл (Стерлинг Хэйден), которые разыскивают женщину, подозреваемую в убийстве мужа. Через свою газетную колонку Кэти находит эту женщину, однако по требованию детективов вынуждена передать им её адрес. Вечером Билл и Кэти проводят романтический вечер в ресторане, в ходе которого между ними вспыхивает любовное чувство. После того, как Кэти публикует историю о мужеубийце, её приглашают на работу в одно из престижных нью-йоркских изданий. Перед переездом в Нью-Йорк по просьбе Билла она прилетает в Лос-Анджелес, где принимает мгновенное и неожиданное решение бросить карьеру и выйти за него замуж.
В доме Билла в тихом пригороде Лос-Анджелеса Кэти пытается освоиться в новой для себя роли домашней хозяйки. Она знакомится коллегами Билла и их жёнами, однако общение с ними приносит ей только раздражение и тоску. Такая жизнь не приемлема для энергичной и амбициозной Кэти, о чём она пытается сказать мужу, однако того всё устраивает. Тогда Кэти решает самостоятельно обеспечить продвижение Билла по служебной лестнице. Она подстраивает автомобильную аварию с Элис Поуп (Фэй Рэй), женой инспектора полиции Тони Поупа (Рэймонд Бёрр), который возглавляет управление, в котором работает Билл. Очень быстро Кэти удаётся расположить к себе Элис, и вскоре она уже организует вечеринку по случаю дня рождения Тони, умышленно делая так, чтобы на неё не попали Чарли Алидос и его жена Сара (Вирджиния Грей). В ходе вечеринки, которая проходит с большим успехом, Тони начинает проявлять к Кэти интерес, используя который, Кэти добивается того, чтобы Тони приблизил Билла к себе. Такие действия Кэти вызывают раздражение у Сары Алидос и её мужа Чарли, который в качестве его непосредственного начальника начинает придираться к Биллу. Вскоре Билл обнаруживает дома подмётные письма о романе Кэти и Тони. Когда Кэти высказывает предположение, что их писала Сара, Билл приезжает в управление, где на глазах у двух коллег набрасывается на Чарли с кулаками. Во время расследования инцидента Тони возлагает значительную часть вины на Чарли, склоняя всех к версии, что тот спровоцировал инцидент, схватившись за оружие, когда разозлённый Билл пытался поговорить с ним. Тони закрывает на этом расследование и переводит Чарли в другое подразделение, а Билла назначает исполнять обязанности Чарли. Однажды вечером, когда Билл находится в командировке, Тони навещает Кэти, рассказывая о том, что от его работы у Элис произошёл психический срыв и она оказалась в больнице. В дальнейшем ей будет нужен полный покой, и в этой связи он собирается оставить свой пост и выйти в отставку. Ухватившись за эту возможность, Кэти пытается убедить Тони выдвинуть на свою должность Билла. Тони как будто соглашается с этим, затем хватает Кэти в свои объятия и страстно целует.
Некоторое время спустя, когда Кэти добивается с ним встречи, Тони даёт понять, что их роман закончен. Кроме того, по его мнению, Билл не соответствует должности инспектора, и потому в качестве своего преемника он будет рекомендовать Алидоса. В ярости Кэти похищает из управления револьвер и поджидает Тони у дверей его дома. Она умоляет Тони не рекомендовать Алидоса, оставив Биллу хотя бы минимальный шанс получить должность. Но когда Тони категорически отказывается, она без колебаний стреляет в него, убивая наповал. Расследование убийства поручают Биллу, который с помощью баллистической экспертизы быстро устанавливает, что Тони был убит из оружия, которое проходило по одному из его дел. Определив круг лиц, которые находились в управлении в момент похищения оружия, он догадывается, что убийцей является его жена. Когда Билл приходит домой, чтобы доставить Кэти в управление, она говорит, что теперь понимает, каков он в качестве копа, на что он отвечает, что всегда был таким копом. Билл привозит жену в управление на допрос.

## В ролях
- Барбара Стэнвик — Кэти Фергюсон Дойл
- Стерлинг Хэйден — лейтенант полиции Билл Дойл
- Рэймонд Бёрр — инспектор полиции Энтони Поуп
- Фэй Рэй — Элис Поуп
- Вирджиния Грей — Сара Алидос
- Ройал Дано — капитан полиции Чарли Алидос
- Роберт Гриффин — сержант полиции Джэйм
- Деннис Кросс — сержант полиции Джулес
- Джей Адлер — Нэленс

## Создатели фильма и исполнители главных ролей
Как отмечает киновед Маргарита Ландазури, в работе над фильмом принимали участие несколько человек «с великолепными нуаровыми рекомендациями». В частности, автор сценария «Джо Эйсингер написал два психологически наиболее сложных нуара „Гильда“ (1946) и „Ночь и город“ (1950)», а режиссёр Герд Освальд работал помощником режиссёра многих признанных нуаровых триллеров, среди них «Ярость пустыни» (1947), «Бульвар Сансет» (1950), «Тёмный город» (1950), «Место под солнцем» (1951), «Пять пальцев» (1952), «Ниагара» (1953). Незадолго перед этим фильмом Освальд «поставил свой первый фильм, который станет классикой нуара — „Поцелуй перед смертью“ (1956)».
Барбара Стэнвик была одной из звёзд жанра фильм нуар, дважды удостоившись номинаций на Оскар за главные роли в картинах «Двойная страховка» (1944) и «Извините, ошиблись номером» (1948). Джефф Майер указывает, что после «Двойной страховки» Стэнвик «утвердилась в экранном образе крутой, опасной женщины, и хотя после 1944 года она играла самые разнообразные роли, выбор продюсеров падал на неё, когда им требовалась напористая, чувственная женщина, которая не боится нарушить закон». Ландазури добавляет, что «в 1940-50-е годы Стенвик создала яркую галерею отвратительных, хладнокровных и социопатичных нуаровых дамочек, среди них Филлис Дитрихсон в картине „Двойная страховка“, Марта Айверс — в „Странная любовь Марты Айверс“ (1946), Тельма Джордон — в „Досье Тельмы Джордон“ (1950) и Мэй Дойл — в фильме „Стычка в ночи“ (1952). Последним портретом в этой галерее стала Кэти Фергюсон в „Преступлении страсти“ (1957)».
В творческой биографии Стерлинга Хэйдена Ландазури выделяет две его картины — фильм нуар об ограблении «Асфальтовые джунгли» (1950) и нуаровый вестерн «Джонни Гитара» (1954). Другими наиболее значимыми фильмами нуар с участием актёра стали «Волна преступности» (1953), «Внезапный» (1954) и «Убийство» (1956).
Как отмечает Майер, «людям, не знакомым с жанром фильм нуар, Рэймонд Бёрр наиболее известен как женоубийца из фильма Хичкока „Окно во двор“ (1954)» . Между тем, он сыграл в таких заметных фильмах нуар, как «Отчаянный» (1947), «Западня» (1948), «Грязная сделка» (1948), «Синяя гардения» (1955), «Пожалуйста, убей меня» (1956) и «Крик в ночи» (1956). Фильм «Преступление страсти» (1957) относится к поздним и малоизвестным его достижениям в жанре нуар . Как отмечает Ландазури, через год после выхода этого фильма Бёрр начнёт многолетнюю работу в роли Перри Мейсона в одноимённом телесериале, некоторые из серий которого поставит Освальд.

## Оценка фильма критикой

### Общая оценка фильма
Как отметила историк кино Маргарита Ландазури, после выхода на экраны в 1957 году фильм был воспринят как рутинная криминальная мелодрама, однако «пятьдесят лет спустя он получил намного более глубокий отклик». Дейв Кер из «Чикаго Ридер» назвал его «умным фильмом нуар одного из малоизвестных талантов 1950-х годов, Герда Освальда, немецкого режиссёра, который специализировался на странных переходах между трагедией и чёрной комедией». Историк фильма нуар Алан Силвер посчитал картину «довольно типичной для фильмов нуар 1950-х годов в том смысле, что она опирается в большей степени на сценарий и сильную актёрскую игру, чем на экспрессионистский визуальный стиль, характерный для фильмов 1940-х годов», а Спенсер Селби назвал её «клаустрофобическим кошмаром городских пригородов 1950-х годов».
Крейг Батлер отметил, что «это скорее мелодрама с убийством, чем полноценный фильм нуар», однако в центре картины находится важнейший нуаровый элемент — опасная роковая женщина, которую играет Барбара Стэнвик, «возможно, самая важная актриса фильмов нуар». И хотя, по мнению Батлера, «в конечном итоге, фильм не работает», тем не менее он «содержит достаточно интересных моментов, ради которых его стоит смотреть». Деннис Шварц оценил картину, как «средненькую нуаровую мелодраму, которая не может преодолеть свой ограниченный сценарий и маловероятную предпосылку, что карьерная женщина бросает всё, чтобы жить скучной жизнью с мужем, в которого безумно влюблена». Критик резюмирует своё мнение словами, что «лучшее, что можно сказать об этой истории, это то, что она не плоха и в ней есть небольшая искра».

### Проблематика фильма
Анализируя эволюцию жанра фильм нуар, Алан Силвер обращает внимание на то, что 1950-е годы стали свидетелями сдвига в общественном интересе от романтического фатализма историй о невинных жертвах, убийцах из буржуазной среды и частных детективах в направлении «обычных» полицейских расследований, ограблений и более серьёзных социальных вопросов. Скрытые проблемы городских пригородов, впервые отмеченные в фильме нуар «Милдред Пирс» (1945) и наиболее остро поставленные в «Западне» (1948), в 1950-е годы получили дальнейшее раскрытие в «Преступлении страсти», показавшем болезненный характер жизни в пригородах. Маргарита Ландазури указывает на визуальные аспекты эволюции фильма нуар, когда мир света и тени нуара 1940-х годов уступил место тому, что назвали «мрак при дневном свете», и в этом фильме «яркий, резкий свет южной Калифорнии действует почти удушающе. Банальная и безликая атмосфера пригородов становится столь же угрожающей, как и урбанистические тени предыдущего десятилетия».
Критики также обратили внимание на показ в фильме меняющейся роли женщины в американском обществе 1950-х годов. Военные годы породили новый тип женщины — самостоятельной, волевой и амбициозной, примером которой служит в фильме Кэти. Вместе с тем в послевоенный период женщина среднего класса стала вновь восприниматься как домохозяйка, которая должна обеспечивать порядок в доме, воспитывать детей и ухаживать за мужем. Линдазури считает, что фильм предлагает поразительно современный взгляд на этот вопрос, показывая, что женщины способны дойти до безумия от ограничений, наложенных на них в послевоенный период. С другой стороны, картина, по словам Хогана, служит демонстрацией перемены мужских и женских ролей, где Кэти по-мужски агрессивна, а Билл по-женски пассивен, и конфликт фильма по сути кроется в различии характеров Кэти и Билла.

### Оценка работы режиссёра и творческой группы
Крейг Батлер и Дэвид Хоган обращают внимание на определённые сценарные недостатки картины. В частности, по мнению Хогана, сценарий слишком торопится перейти к изложению основных событий, в результате роман Билла и Кэти и их брак происходят слишком быстро, чтобы в них можно было бы поверить. Психология Кэти также меняется слишком быстро: в один момент она хочет править миром, а в следующий — ей не терпится стать служанкой при Билле. Кроме того, зритель так и остаётся в неведении, почему она вдруг настолько влюбляется в человека, что ради него даже совершает убийство . Батлер считает, что при лучшем сценарии перемена в психологии Кэти могла быть объяснена через исследование роли женщины в обществе 1950-х годов или через то разрушительное и в конечном итоге трагическое воздействие, которое чрезмерный конформизм может оказать на личность. Однако в этом фильме, к сожалению, это лишь сюжетный ход, который даже несмотря на игру Стэнвик, которая выкладывается полностью, разрушает доверие к фильму. По мнению Батлера, есть и много других недостатков в сценарии Джо Эйсингера, в частности, слишком часто создаётся впечатление, что персонажами манипулируют, заставляя их действовать так, как было бы удобнее для сюжета.
При этом работа режиссёра и оператора были оценены достаточно высоко. Как пишет Батлер, Освальд пытается внести во всё происходящее смысл, и в значительной степени ему это удаётся благодаря не только энергичной игре Стэнвик, но и более тонкому исполнению своих ролей Рэймондом Бёрром и Стерлингом Хэйденом. Хоган отметил, что это был всего лишь третий фильм Освальда в качестве режиссёра. Тем не менее, он в сотрудничестве с оператором Джозефом Лашеллом продемонстрировал крепкое визуальное чувство, особенно в снятых глубоким фокусом захватывающих мрачных ночных сценах. Вместе с тем, по мнению, Хогана, «руководство Освальда актёрами менее уверенное». В целом он считает, что «хотя это и не фильм категории А, тем не менее, по своим производственным качествам он достаточно хорош».

### Оценка актёрской игры
Критик высоко оценили актёрскую игру в фильме, особенно выделив работу Барбары Стэнвик. Как пиешт Ландазури, Стэнвик было уже почти пятьдесят лет, когда она играла в этом фильме, и хотя она всё ещё была стройной и элегантной, она не пыталась скрывать свой возраст. Некрасивые причёски и макияж того времени также не красили её. Таким образом призрак стареющей карьерной женщины, которая оказалась в условиях комфортной семейной жизни, привносил ещё большее отчаяние в её образ. Но в конечном счёте, именно свойственные Стэнвик неукротимость и энергия приводят в движение как её персонаж, так и фильм, становясь достойным прощальным фильмом нуар актрисы. Батлер считает, что Стэнвик абсолютно превосходна в этом фильме, и она незаменима — наверное, нет никакой другой актрисы, которая могла бы справиться со столь недостоверной переменой её персонажа от жёсткой, предприимчивой и хваткой дамы до домохозяйки среднего класса (и обратно).
Хоган отмечает, что Стэнвик в своей роли по-настоящему полна чувств. Опустошённость её героини от жизни в пригороде и от скучной удовлетворённости Билла сводит её с ума, и она выплёскивает массу сильных эмоций. Уровень игры Стэнвик захватывает, однако поскольку Хэйден и даже Бёрр довольно-таки сдержанны, на их фоне весь пыл чувств Кэти смотрится немного истерично. Шварц считает, что Стэнвик слишком мощна для этой роли, и потому трудно поверить в то, что она неожиданно превращается в ранимую жену из пригородов, которая способна на такое нелепое насилие ради карьерного продвижения собственного мужа-полицейского. А ход этой мелодраме задают Бёрр и Хэйден, которые в своей умеренной звёздной манере оттеняют отчаянно-страстный образ Стэнвик. Кини указывает на то, что Стэнвик всегда была превосходна в ролях роковых женщин (особенно, в «Двойной страховке»), и здесь она не разочаровывает. А Бёрр играет шефа её мужа, который более чем охотно отвечает на её сексуальные заигрывания . Майер отмечает, что «Преступление страсти» стал последним фильмом нуар в карьере Хэйдена и также одним из его лучших.